# Rollingwood (Califórnia)
Rollingwood é uma cidade localizada no Estado americano da Califórnia, no Condado de Contra Costa.

## Geografia
A área total da cidade é de 0,5 km² (0,2 mi²), sendo tudo coberto por terra.

## Demografia
De acordo com o censo de 2000, a densidade populacional é de 5331,9/km² (14.036,3/mi²) entre os 2900 habitantes, distribuídos da seguinte forma:
- 33,14% caucasianos
- 10,41% afro-americanos
- 1,10% nativo americanos
- 23,79% asiáticos
- 0,45% nativos de ilhas do Pacífico
- 24,52% outros
- 6,59% mestiços
- 42,24% latinos

Existem 629 famílias na cidade, e a quantidade média de pessoas por residência é de 3,94 pessoas.

## Localidades na vizinhança
O diagrama seguinte representa as localidades num raio de 8 km ao redor de Rollingwood.